# Musée d'Histoire de Ratisbonne

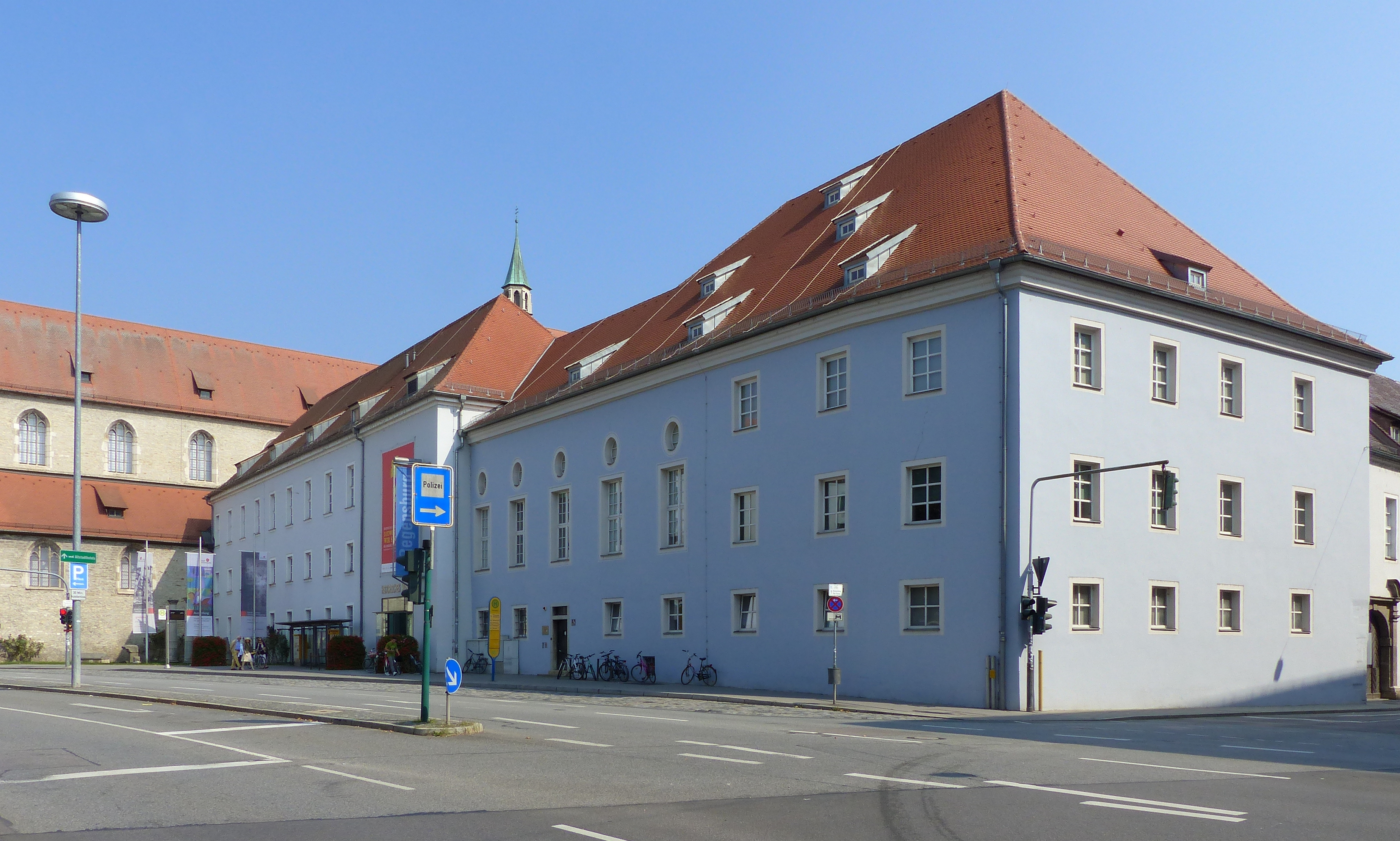
Vue du musée.

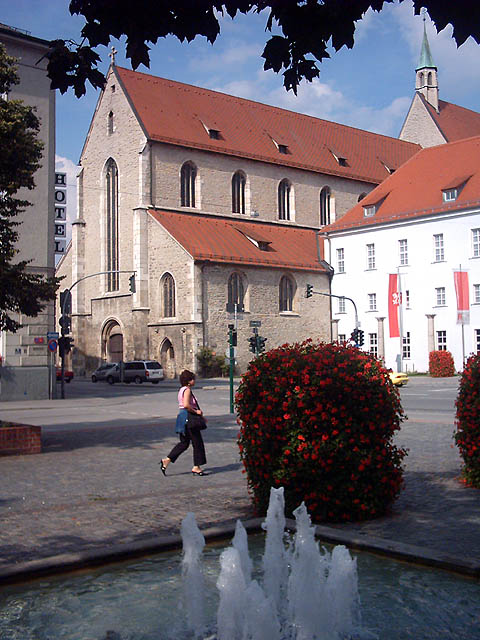
L'ancienne église des Minorites, partie du musée d'Histoire.

Le musée d'Histoire de Ratisbonne (Historisches Museum) est un musée situé à Ratisbonne en Bavière. Sis place de Dachau (Dachauplatz), il est consacré à l'histoire, à l'art et à la culture de Ratisbonne et de la Bavière-Orientale de l'âge de pierre à aujourd'hui. Fondé en 1931, mais ouvert seulement après la Seconde Guerre mondiale en 1949 sous la direction de Walter Boll, il est abrité dans l'ancien couvent des Frères mineurs de Ratisbonne et l'ancienne église conventuelle attenante Saint-Sauveur (Sankt Salvator).
On trouve au rez-de-chaussée la collection archéologique, dont les objets expliquent l'histoire de Ratisbonne et du Haut-Palatinat à l'époque de la Préhistoire, des Romains et du début du Moyen Âge. 
Le musée abrite au premier étage les départements d'histoire et du folklore de la ville et de sa région, y compris une maquette de Ratisbonne vers 1700 à l'échelle 1: 4000 de 1930 et d'autres modèles et cartes ; des peintures avec vue sur la ville et ses environs par Leo von Klenze et par Josef Ostermayr ; une présentation de l'histoire de l'Église en Bavière ; l'histoire des corporations, de l'économie et de la culture vivante de la ville ; des collections de meubles, des costumes, tablettes votives et peintures sur verre inversées de la région de Bavière-Orientale.
Au deuxième étage, le visiteur peut admirer des œuvres d'art sacré médiéval, des tapisseries et des tableaux d'Albrecht Altdorfer et de peintres de l'École du Danube comme Michael Ostendorfer, de Cranach l'Ancien (Portrait de Luther, Lucrèce, etc.), ainsi qu'une collection d'artisanat de la région (dont de la céramique, art du verre, sculptures sur bois, etc.).
L'on peut aussi visiter l'ancien cloître avec son puits du gothique tardif et deux espaces dans l'ancienne église conventuelle (d'époque du gothique tardif) qui sont consacrés à l'art plastique médiéval.

## Succursales
- Associée au musée d'Histoire, l'on trouve aussi une collection d'art moderne de Bavière-Orientale (en particulier des œuvres de Willi Ulfig, Josef Achmann, Franz Xaver Fuhr, Otto Baumann) qui est présentée dans l'ancien entrepôt municipal voisin, aujourd'hui galerie « Leerer Beutel ».
- Au n° 24 Kornweg se trouve le pavillon romain (« Römerpavillon ») avec des objets de la première moitié du troisième siècle. Cette brasserie antique comprend un puits, un grand bassin, un four et une zone de cuisson avec des ustensiles[2].

Images
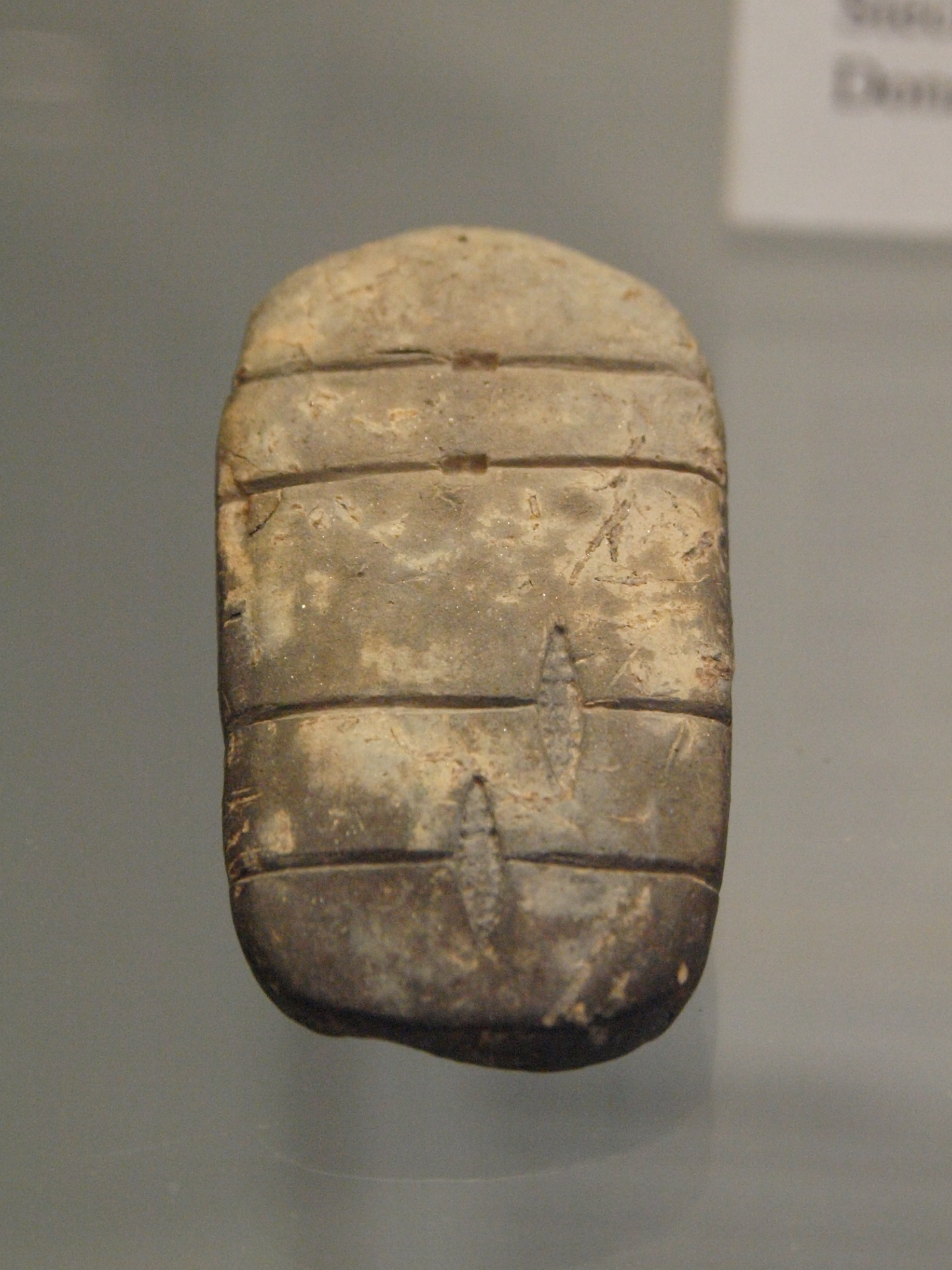
Idole en forme de pain de l'âge du bronze (Brotlaibidol)
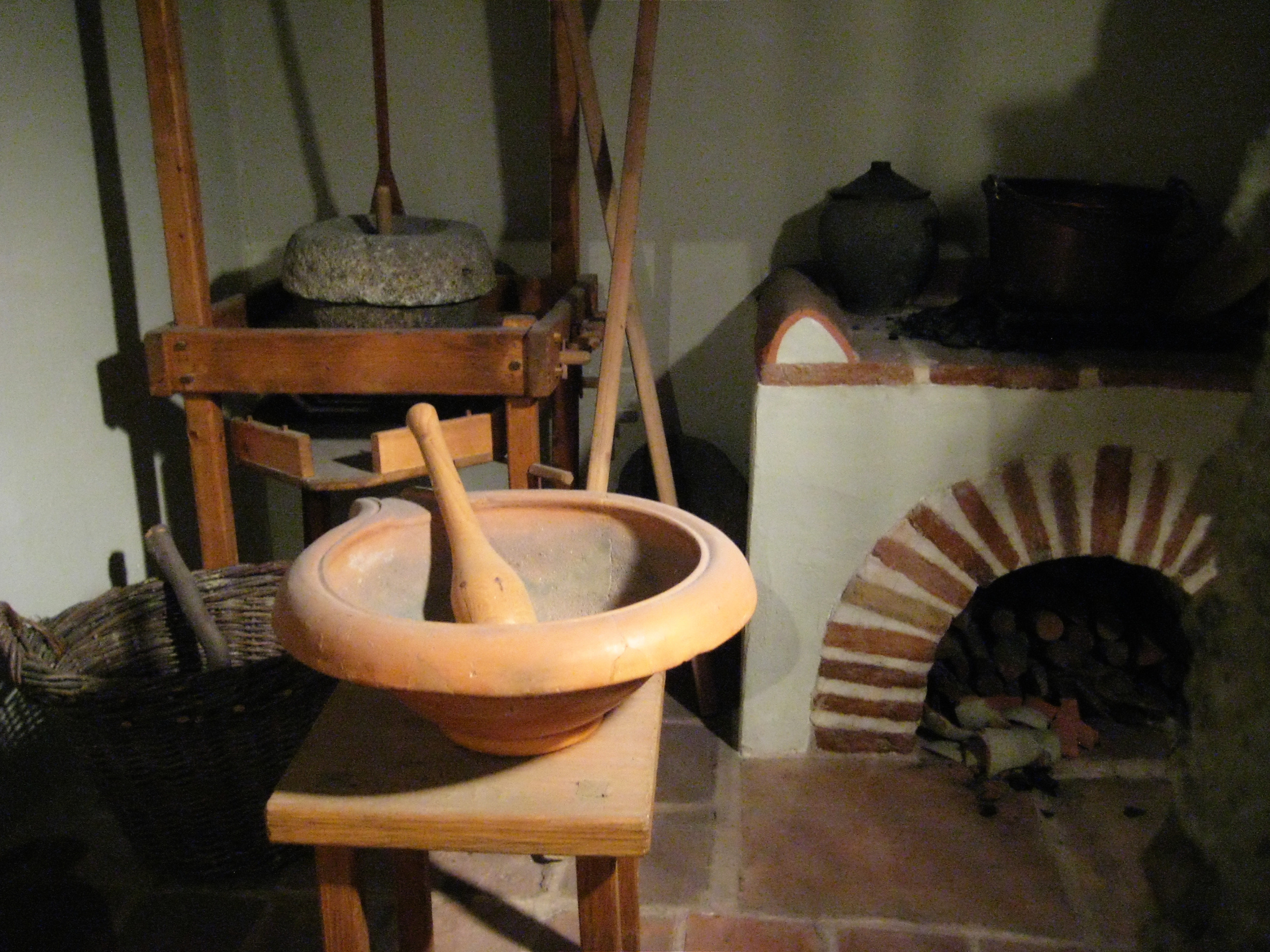
Reconstitution d'une cuisine de l'époque romaine.
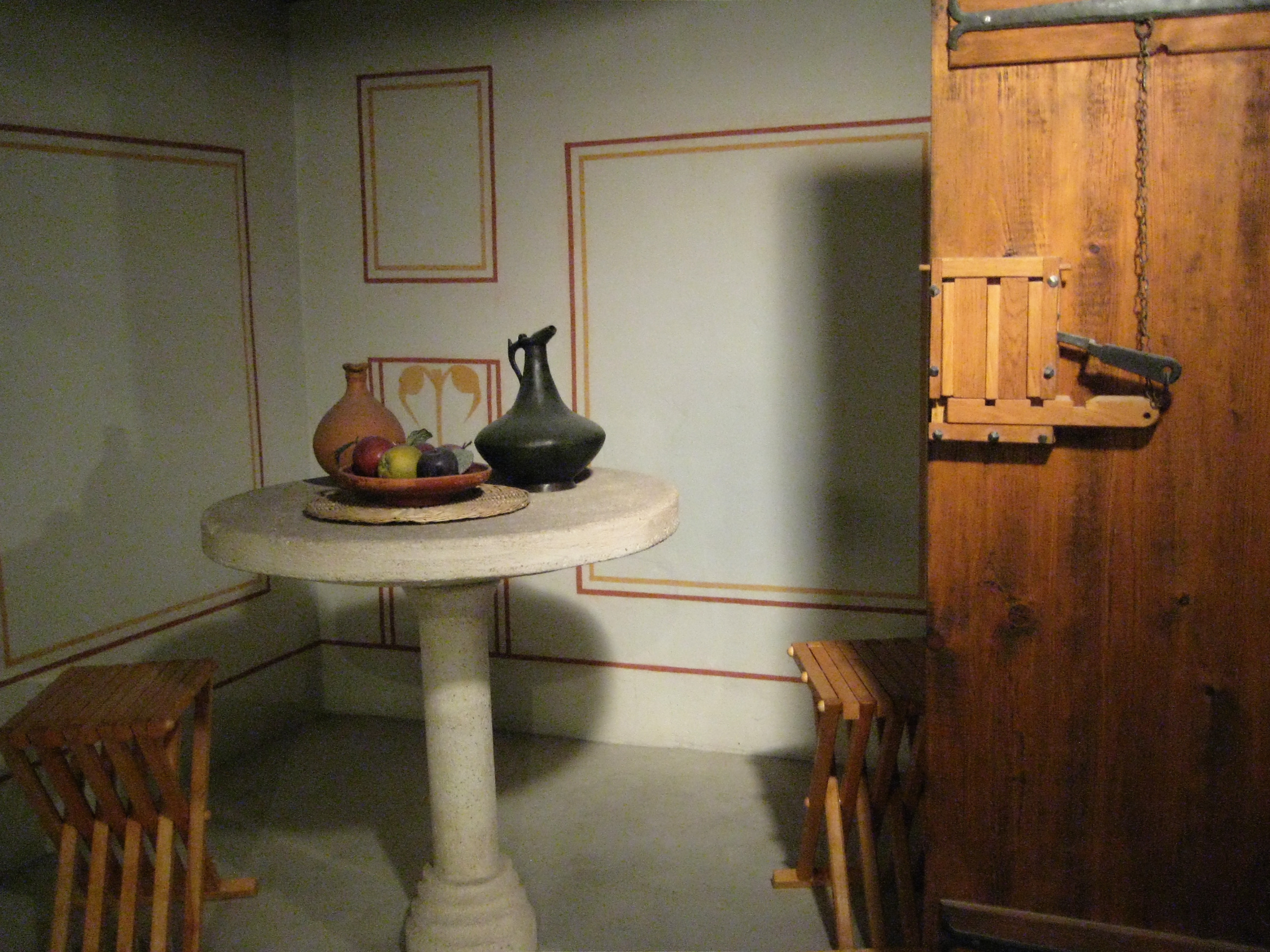
Reconstitution d'une pièce à vivre de l'époque romaine.
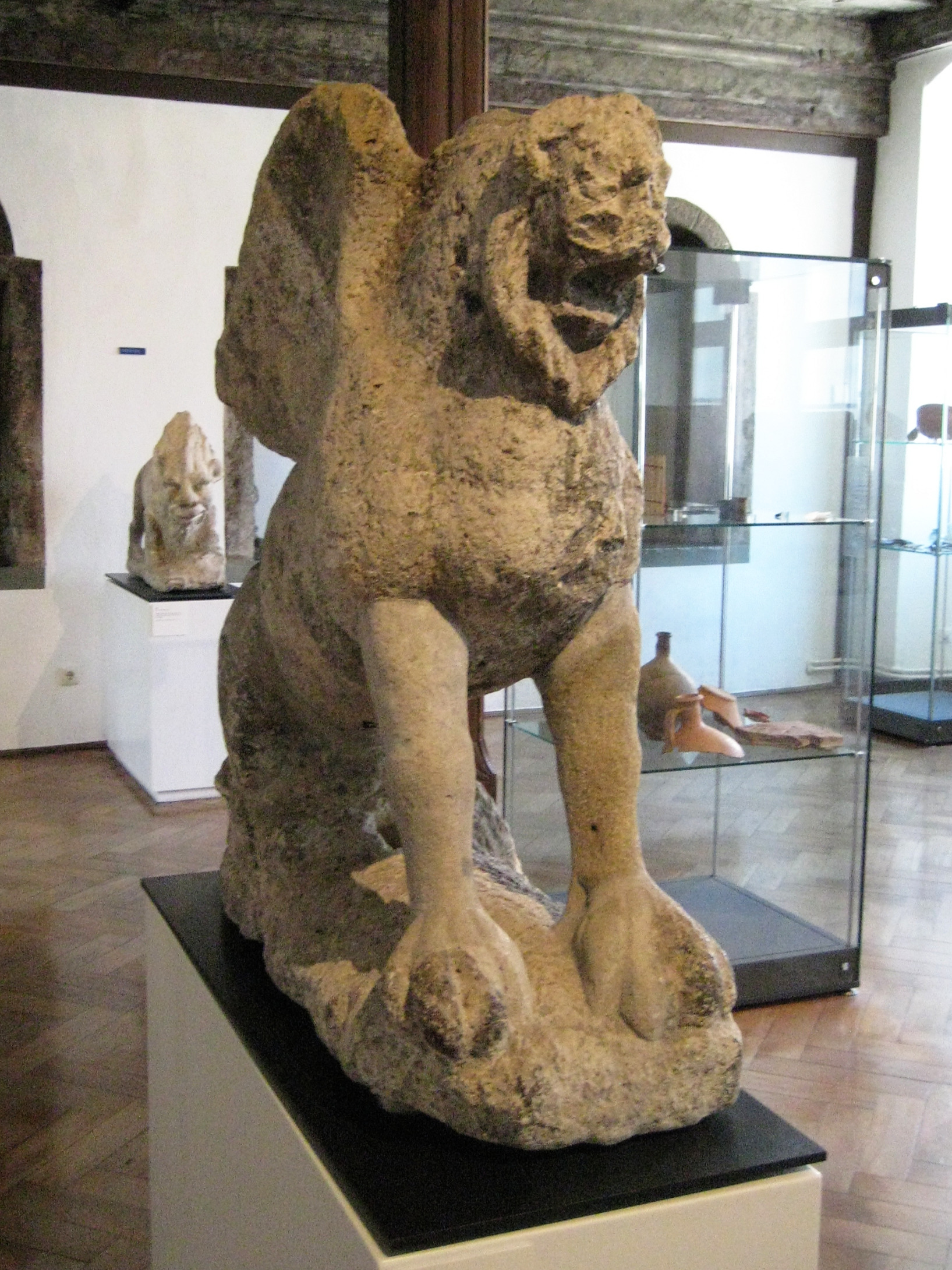
Griffon-lion
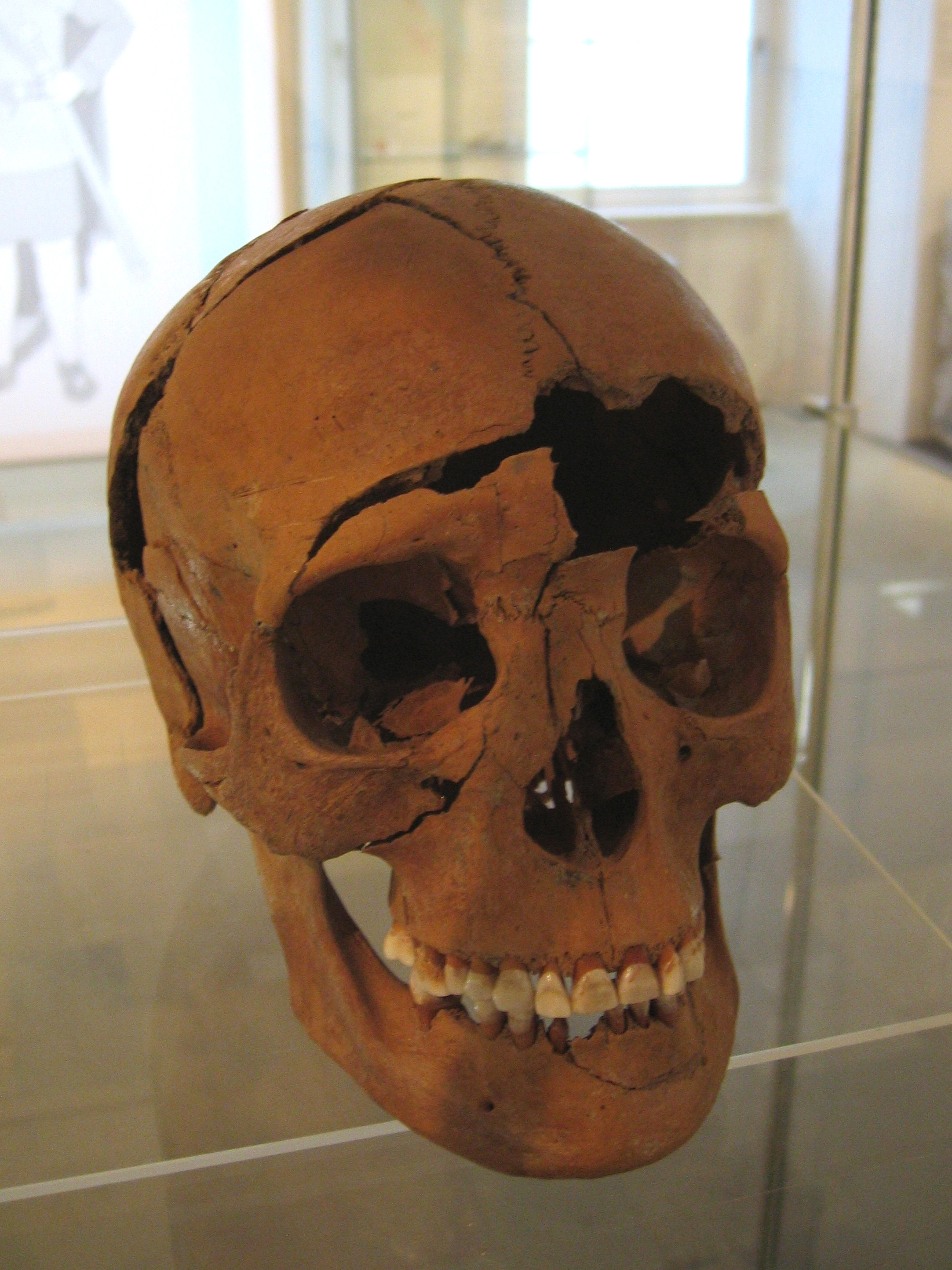
Crâne d'une femme décapitée au IIIe siècle.
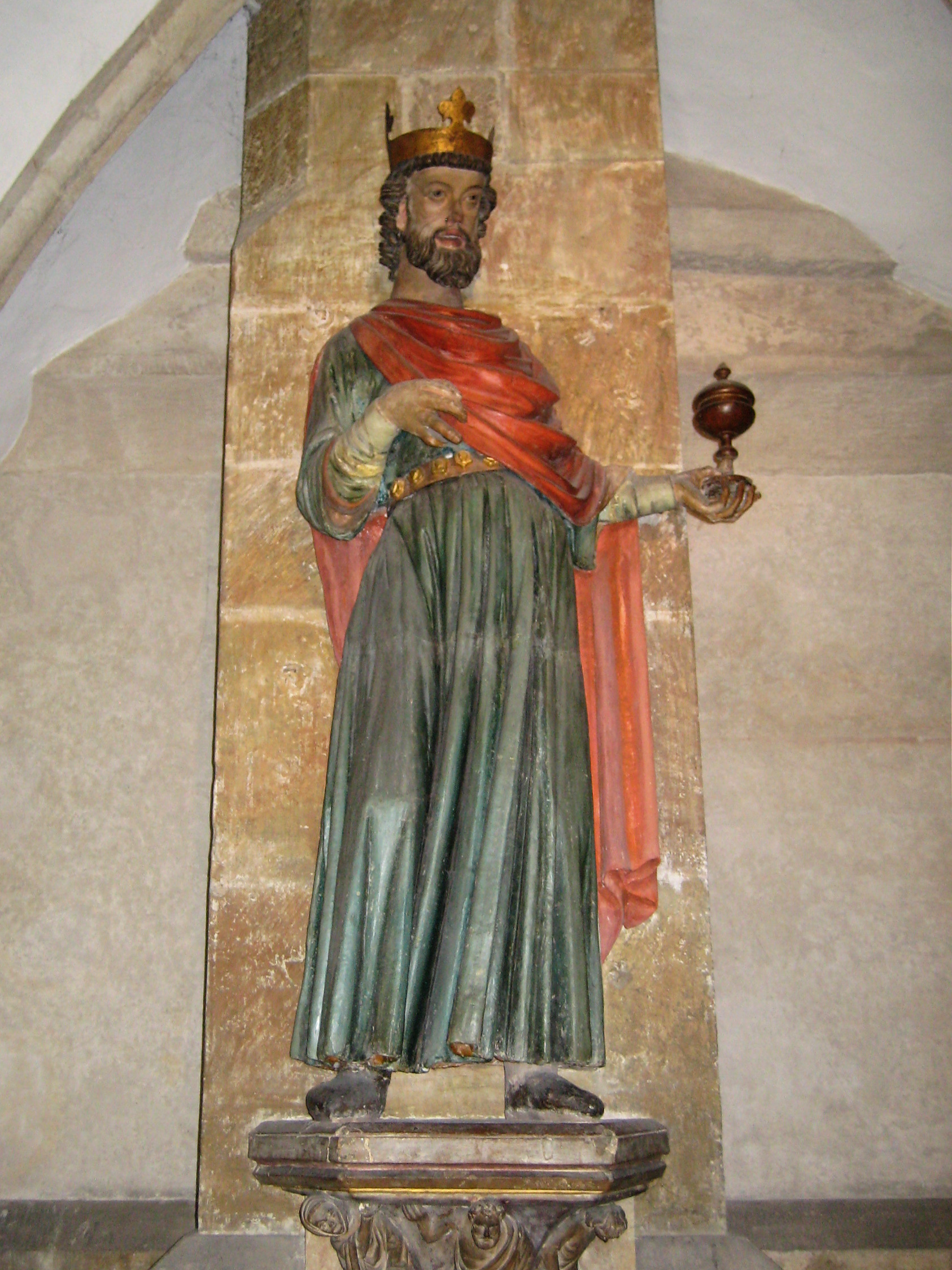
Statue de saint Oswald (1280-1290).
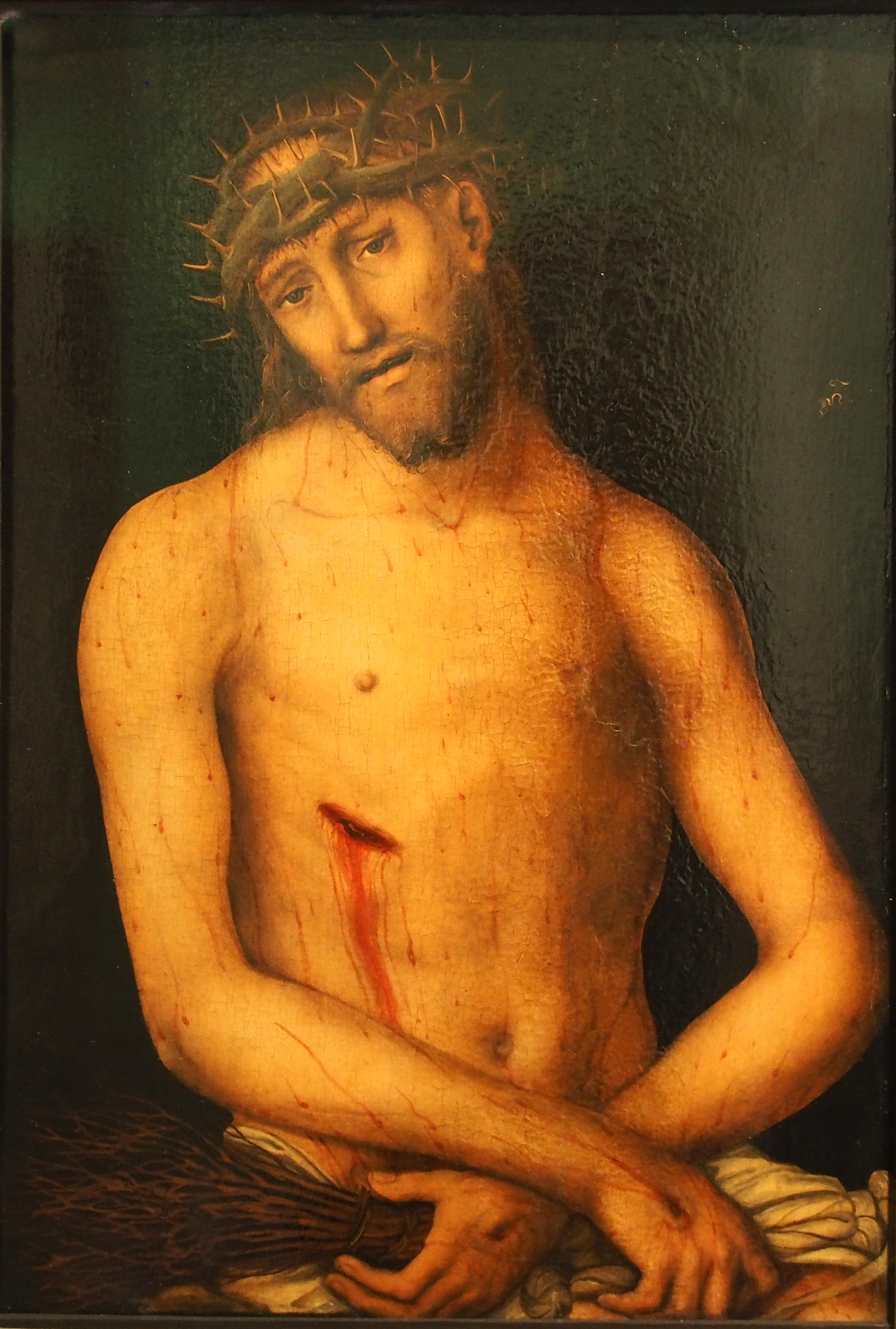
Ecce Homo de l'atelier de Cranach l'Ancien (après 1537)
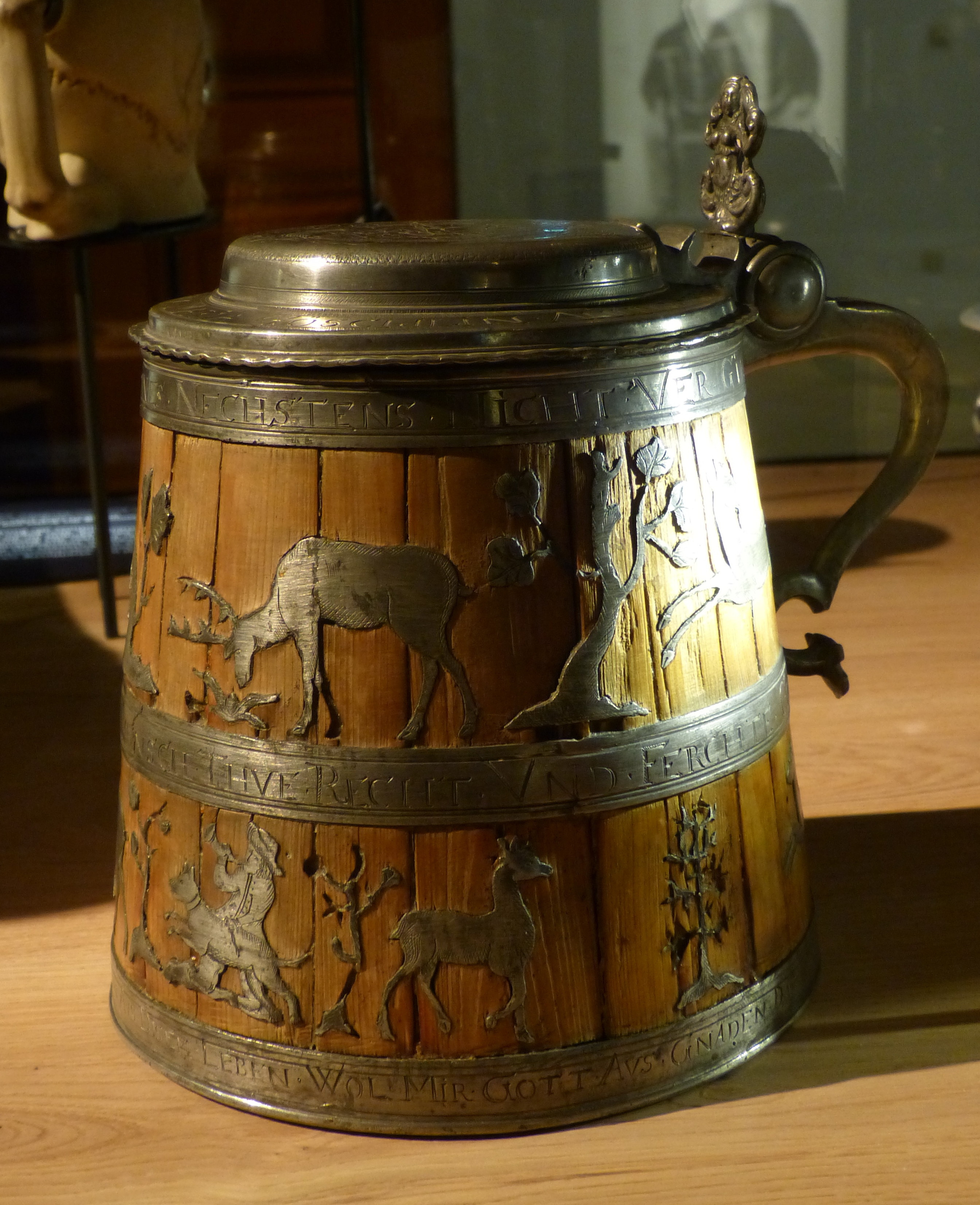
Cruche en bois (1683)

## Catalogues

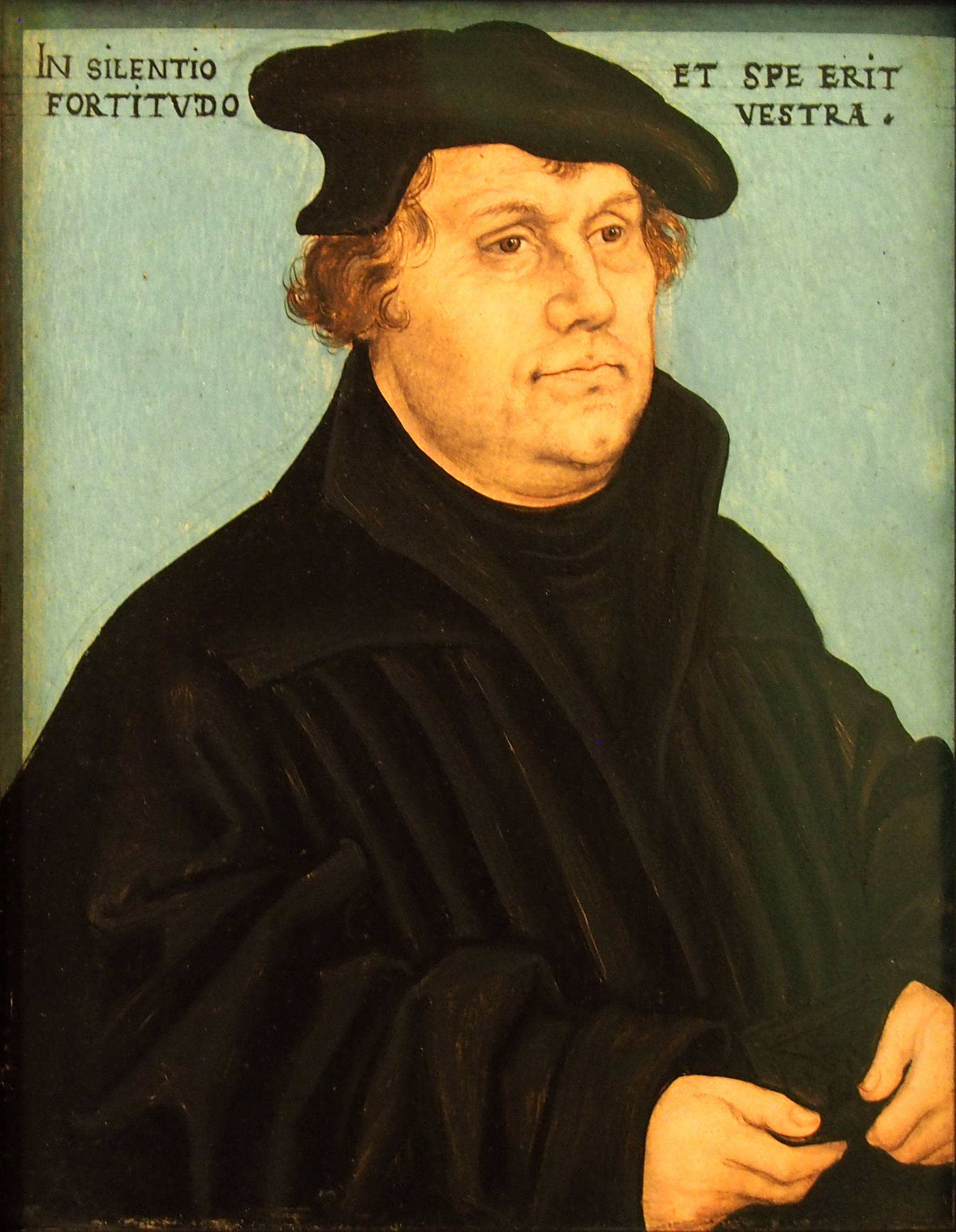
Portrait de Luther par Cranach l'Ancien.

- Gläser. Antike, Mittelalter, Neuere Zeit. Katalog der Glassammlung, Sammlung Brauser (Schätze der Glaskunst), hrsg. v. Museum der Stadt Regensburg, Corona, Karlsruhe 1977
- Hans Dachs: Ferne Länder. Bildberichte und Phantasiebilder. Kommentar zu einer Sammlung der Museen der Stadt Regensburg (Regensburger Studien und Quellen zur Kulturgeschichte, Bd. 11), Universitätsverlag, Regensburg 2001,  (ISBN 978-3-930480-53-1)
- Michael Wackerbauer: Die Musikinstrumente im Historischen Museum der Stadt Regensburg. (Regensburger Studien und Quellen zur Kulturgeschichte, Bd. 18), Universitätsverlag, Regensburg 2009,  (ISBN 978-3-86845-029-3)
- Luxuspapier, Buntpapier und Ephemera. Die Sammlung Helmut und Dr. Juliane Färber im Historischen Museum der Stadt Regensburg, hrsg. v. Wolfgang Neiser (Regensburger Studien und Quellen zur Kulturgeschichte, Bd. 21), Universitätsverlag, Regensburg 2015,  (ISBN 978-3-86845-120-7)

## Source de la traduction
- (de) Cet article est partiellement ou en totalité issu de l’article de Wikipédia en allemand intitulé « Historisches Museum Regensburg » (voir la liste des auteurs).